# Cantó d'Épinal-Est
El cantó d'Épinal-Est és un cantó francès del departament dels Vosges, situat al districte d'Épinal. Té 10 municipis i part del d'Épinal.

## Municipis
- Arches
- Archettes
- La Baffe
- Deyvillers
- Dignonville
- Dinozé
- Dogneville
- Épinal (part)
- Jeuxey
- Longchamp
- Vaudéville

## Història
| Data d'elecció                           | Identitat               | Partit        | Qualitat |
| ---------------------------------------- | ----------------------- | ------------- | -------- |
| 1945-1951                                | M. Videau               | SFIO          |          |
| 1951-1970                                | Alfred Thinesse         | Divers droite |          |
| 1970-1973                                | Marcel Hoffer           | UDR           |          |
| 1972-1985                                | Pierre Blanck           | PS            |          |
| 1985-1998                                | André Roth              | UDF           |          |
| 1998-                                    | François-Xavier Hugueno | PS            |          |
| les dades anteriors no són pas conegudes |                         |               |          |
|                                          |                         |               |          |

## Demografia
| A partir de 1990: Població sense dobles comptes |